# Birgitta Weber
Birgitta Weber (* 1962 in Siegen) ist eine deutsche Journalistin und als solche Abteilungsleiterin sowie Fernsehmoderatorin beim Südwestrundfunk (SWR) in Mainz. Sie moderiert mehrere Fernsehsendungen des SWR, zum Beispiel zur Sache Rheinland-Pfalz!, Wortwechsel, Menschen des Jahres sowie Sondersendungen bei Großereignissen und Wahlen in der ARD im SWR. Außerdem leitet sie die Redaktion des ARD-Politikmagazins Report Mainz.

## Biographie
Schon seit ihrem Studium in den Fächern Publizistik, Volkswirtschaftslehre und Komparatistik an der Johannes Gutenberg-Universität Mainz arbeitet Birgitta Weber beim Südwestfunk. 1990 absolvierte sie ein Volontariat beim SWR. Seit 1992 steht Birgitta Weber als Moderatorin von aktuellen Sendungen live vor der Kamera. 1998 übernahm sie die Leitung des landespolitischen Magazins für Rheinland-Pfalz zur Sache Rheinland-Pfalz!.
Seit 2003 leitet Birgitta Weber die Abteilung Fernsehen Inland des SWR in Mainz und hat damit auch die Redaktionsleitung des ARD-Politikmagazins Report Mainz inne.
Weil die Moderatorin und Journalistin Gabi Bauer (NDR) erkrankte, übernahm 2015 Weber den Fünfteiler Abgeordnet. Darin begleitete sie fünf Politiker und testete sie auf ihre „Alltagstauglichkeit“.